# Ministerio de Asuntos Militares
El Ministerio de Asuntos Militares (兵部省 Hyōbu-shō) a veces llamado Tsuwamono no Tsukasa, fue una división del gobierno japonés del siglo VIII de la Corte Imperial de Kioto, instituida en el período Asuka y formalizada durante el período Heian. El ministerio fue reemplazado en el período Meiji.

## Visión general
El oficial de mayor rango o jefe de las fuerzas armadas (兵部卿, 'Hyōbu-kyō') era generalmente un hijo o un pariente cercano del Emperador. Este importante oficial de la corte era responsable de dirigir todos los asuntos militares; y después, a finales del siglo XII, este militar habría tenido la facultad de trabajar con los shogunatos en nombre del emperador.
El ámbito de las actividades del Ministerio abarcaba, por ejemplo:
- Supervisión de las listas de oficiales militares, incluidos los exámenes, nombramientos, rangos, etc.
- Reclutamiento de tropas
- Supervisión de arsenales de armas, guardias, fortificaciones e incendios de señales
- Mantenimiento de pastos, caballos militares, caballos y ganado públicos y privados
- Administración de estaciones postales
- Control de la fabricación de armas y fabricantes de armas
- Control de medios públicos y privados de transporte de agua
- Reglamento de la formación de gavilanes y perros.[4]

## Historia
El ministerio se estableció como parte de las leyes de la Reforma Taika y Ritsuryō que se iniciaron en el período Asuka y se formalizaron durante el período Heian. Después del 702, el Hyōbu-shō reemplazó al Hyōseikan, que se creó en 683.
En el período Edo, los títulos asociados con el ministerio se convirtieron en títulos ceremoniales.
En el período Meiji, el hyōbu-shō se reorganizó en un moderno Ministerio de la Guerra y Ministerio de la Marina.

## Jerarquía
La jerarquía de la Corte Imperial de los períodos Asuka, Nara y Heian abarcó un ministerio que se ocupaba de los asuntos militares.
En el siglo XVIII, los principales funcionarios del ritsuryō dentro de esta estructura de ministerio fueron:
- Ministro o funcionario principal (兵部卿 Hyōbu-kyō), generalmente un hijo o un pariente cercano del Emperador.[6]
- Primer asistente del Ministro (兵部大輔 Hyōbu-taifu).
- Segundo asistente del Ministro (兵部少輔 Hyōbu-shō).
- Oficial superior del personal (兵部大丞 Hyōbu no dai-jō).
- Oficiales subalternos (兵部少丞 Hyōbu no shō-jō), dos posiciones.
- Director de danza (隼人正 Hayato no kami), considerado un rango muy bajo.
- Primer asistente de dirección (隼人佑 Hayato no jō).
- Asistente del director suplente (隼人令史 Hayato no sakan).[3]